# パワーレンジャー・ターボ・映画版・誕生!ターボパワー
『パワーレンジャー・ターボ・映画版・誕生!ターボパワー』（Turbo: A Power Rangers Movie）は、1997年のアメリカ合衆国の映画で、日本の特撮作品「スーパー戦隊シリーズ」の英語版ローカライズとして制作されたテレビドラマシリーズ・『パワーレンジャー』シリーズの劇場版第2作である。米国では1997年3月28日に公開された。日本においては1999年8月2日にスーパーチャンネルにて『パワーレンジャー・ターボ 2時間スペシャル』のタイトルで放送された。

## ストーリー
宇宙の彼方のライエリア星には、異次元に続く扉を開く鍵を持つ魔法使いラルゴが住んでいた。宇宙の女海賊ディバトックスは異次元の怪物マリゴルを復活させ、マリゴルと結婚することでその力を自分のものにすべく、ラルゴを狙っていた。ディバトックスから逃れるため、ラルゴが地球に来たことを察知したゾードンは、パワーレンジャーにラルゴを探すように命じる。
経営難に陥っている児童福祉施設「天使の家」の運営資金を集めるための格闘大会に向けてのトレーニング中、背中を強打して入院したロッキー以外のメンバーたちは苦労の末にラルゴを発見するが、彼を追ってディバトックス軍も地球へ来ていた。まもなく、マリゴルに捧げる生贄として、バルクとスカル、キンバリーとジェイソンとラルゴの家族がディバトックス軍に捕らえられてしまう。捕らわれた者たちを解放するための取引にラルゴは応じ、ディバトックス軍のもとへ向かうが、捕らわれた者たちは解放されないままであった。この事態に際し、ゾードンはトミーたちに最強のゾード「ターボゾード」と、ジオに代わる新たな力「ターボパワー」をトミーたちに与える。
捕らわれた者たちを救出してマリゴルの復活を阻止するため、新たなブルーレンジャーとなった少年ジャスティンを加えたトミーたちは、幻の島へ向かう。島に到着したトミーたちの前でキンバリーとジェイソンはマリゴルに捧げられ、悪の戦士となってしまうが、トミーたちの活躍によって悪の力から解放される。それと同時に復活して巨大化したマリゴルを、トミーたちは呼び出したターボメガゾードで粉砕し、ディバトックス軍は退却する。島から脱出したトミーたちは、その後の格闘大会にも勝利し、天使の家の危機を救ったのであった。

## 概要
『パワーレンジャー・ジオ』と『パワーレンジャー・ターボ』の間を繋ぐ作品である。日本語版では一部のシーンがカットされている。
ターボゾードの劇用車はカー・カスタマイザーのジョージ・ハリスが制作を担当したほか、ターボメガゾードの合体シーンは新たに特撮研究所によって制作されている。
ゲストとして、初代レッドレンジャーのジェイソンと初代ピンクレンジャーのキンバリーが再登場する。監督兼脚本のシュキ・レヴィによれば、当初はジェイソン、ザック、ビリー、トリニー、キンバリーの5名が再び初代パワーレンジャーに変身し、ターボパワーレンジャーとともに戦うという内容が検討されていたもののザック役のウォルター・ジョーンズが映画俳優組合に加盟済みだったため、ノン・ユニオン作品である『パワーレンジャー』には出演できないなどという事情から、全員の出演は実現しなかったという。

## 評価
シカゴ・トリビューンの批評では『パワーレンジャー 映画版』より特殊効果が安く、悪役も魅力的でない、変身後のパワーレンジャーの出番が少なく、子供の受けも悪かったと評している。

## 登場人物

### パワーレンジャー
トーマス"トミー"オリバー/レッドレンジャー
ジオ時代から続けて、レッドを担当。天使の家の運営資金を稼ぐために格闘大会に出場する。
ジャスティン・スティワート/ブルーレンジャー
天使の家で生活している少年。父子家庭であり、父が仕事で多忙なことから、天使の家で暮らしている、トミーたちとも顔見知り。ロッキーの病室に忍び込んだ際に、パワーレンジャーの正体を知り、ゾードンからロッキーの代わりにブルーに選ばれた。変身後も体型は子供のままだが、戦闘時には大人の体型になる。
アダム・パーク/グリーンレンジャー
ジオ時代から続けて、グリーンを担当。トミーと共に天使の家の運営資金を稼ぐために格闘大会に出場する。
ターニャ・スローン/イエローレンジャー
ジオ時代から続けて、イエローを担当。
キャサリン・ヒラード/ピンクレンジャー
ジオ時代から続けて、ピンクを担当。劇中ではジオレンジャー1・ピンクにも変身していたが、すぐ解けてしまった。

### 協力者
ロッキー・デサントス
本来ならばブルーターボレンジャーになるはずだったがトミーとアダム同様に天使の家の運営資金を稼ぐための格闘大会に向けてのトレーニング中に背中を強打したことで入院することになり、ジャスティンを後継者とした。
格闘大会当日には完治はしていないもののダニエルと共にセコンドとして参加。
演じるスティーブ・カーデナスが負傷した為、設定上でも負傷したと言う噂が長年信じられていたが、彼は2013年のインタビューでそれを否定し、自身の降板理由はギャラ関係の不満によるものとしている。
ダニエル
トミーたちの格闘コーチを務める男性。
ジェイソン・リー・スコット
パワーレンジャーのOB。
戦友であるキンバリーと共にダイビング中にディバトックスにより拉致され、マリゴルを復活させるための生贄とされ、魔力で操られてしまうがラルゴの力で正気に戻る。エピローグではロッキーの代わりに格闘大会に出場した。
キンバリー・アン・ハート
パワーレンジャーのOG。
ジェイソン同様にマリゴルの生贄にされ、操られてしまうがラルゴの力で正気に戻る。
ゾードン
ディバトックスに対抗するため、トミーたちにターボゾードとターボパワーを与えた。
アルファ5
デザインが変更された。スーツの造形はデヴィッド・バートンが担当。
ラルゴ
かつて、マリゴルを封印した者たちの子孫。
妻のヤアラと子供のビタルがおり、アルファ5の親友でもある。太陽の光に弱い。
マリゴルを復活させるためにディバトックスに狙われ、家族を人質に取られる。
後にテレビシリーズにも登場し、ゾードンとアルファをエルター星に送るためのワームホールを開いた。
- デザインは原作『激走戦隊カーレンジャー』に登場したダップをイメージしている。
- 造形は家族も含めて、スティーブ・ジョンソンズXFXが担当。

### 一般人
バルク&スカル
ストーンの尽力により警察に復帰する。エルガーにより拉致され、マリゴルを復活させるための生贄にされそうになる。ジェイソンの努力により、脱出に成功。ユーランシアス島で隠れていた。マリゴルが倒された後、トミーたちによってターボゾードに乗せられ、帰っていった。
ストーン
バルクたちとともに警察に復帰するが彼らのドジに振り回されている。
アーニー
格闘大会の観客として登場し、トミーたちの応援をしていた。

### 敵
ディバトックス
宇宙の女海賊。マリゴルと結婚してその力を自らの物にしようと企む。
エルガー
ディバトックスの甥。ジェイソンたちが悪の力から解放された後、ディバトックスにより溶岩に落とされ、マリゴルを復活させるための生贄にされてしまった。
- スーツは『カーレンジャー』のゼルモダの流用ではなく、新規に制作されており、アニマトロニクスの制作はキオドブラザーズが担当。

ライゴグ
ディバトックスの手下。スーツは『カーレンジャー』のガイナモの流用ではなく、新規に制作された。アニマトロニクスの制作はデヴィッド・バートンが担当。
マリゴル
幻のユーランシアス島に封印されている怪物。ディバトックスの婚約者で絶大な魔力を持つ。生贄を捧げることで復活する。
- アニマトロニクスの制作はキオドブラザーズが担当。『パワーレンジャー・イン・スペース』に登場するダークスペクターに流用された。
- 8インチのフィギュアが開発されたが、発売されなかった。

プトラポッド
ユーランシアス島に向かうレンジャーたちを妨害するために送り込まれたモンスター。卵の状態で送り込まれて3体が孵化。変身前のレンジャーたちと戦いすべて海に沈められた。
ピラナトロン
ディバトックス配下の戦闘員。テレビシリーズとはデザインが異なる。
リタ・レパルサ&ロード・ゼッド
日本語版ではリタとゼッドの登場シーンはカットされている。

## キャスト
- トミー・オリバー - ジェイソン・デビッド・フランク（荻原秀樹）
- ジャスティン・スティワート- ブレーク・フォスター （久保田恵）
- アダム・パーク -  ジョニー・ヨング・ボッシュ（川中子雅人）
- ターニャ・スローン - ナキア・ブリース（大塚瑞恵）
- キャサリン・ヒラード - キャサリン・サザーランド（金月真美）
- ロッキー・デサントス - スティーブ・カーデナス（中嶋一星）
- ジェイソン・リー・スコット - オースチン・セント・ジョン（村井厚之）
- キンバリー・アン・ハート - エイミー・ジョー・ジョンソン（荒井静香）
- ゾードン - ウィストン・リチャード / 声 - ボブ・マナハン（斉藤龍吾）
- アルファ5の声 - リチャード・ウッド（松井紀子）
- バルク - ポール・シュリアー（大山昇）
- スカル - ジェイソン・ナーヴィー（川中子雅人）
- ジェローム・ストーン - グレッグ・ブロック（長嶝高士）
- アーニー - リチャード・ギネル
- ディバトックス - ヒラリー・シェパード・ターナー（寺内よりえ）
- エルガーの声 - デヴィッド・ウマンスキー（遊佐浩二）
- ライゴグの声 - アレクシス・ラング（河相智哉）
- ウォーリアー - カイ・ドイ、グレッグ・コリンズ（長嶝高士、遊佐浩二）
- リタ・レパルサ - カーラ・ペレス / 声 - バーバラ・グッドソン
- ダニエルコーチ - スコット・フィッシャー（河相智哉）
- レフリー - エド・ニール
- アナウンサー - カリール・G・サバー
- アナウンサーの声 - ブラッド・オーチャード
- ラルゴの声 - アレクシス・ラング
- ヤアラの声、ビタルの声 - J.B.レバイン
- ナレーション - ボブ・マナハン（長嶝高士）
- 予告編ナレーション -  ドン・ラフォンティーヌ（藤原啓治）
- プロモーション映像ナレーション - ケリガン・メイハン

### スーツアクター・スタント
- レッドレンジャー[20]、ターボメガゾード[17][20] - 前田浩
- グリーンレンジャー[21] - 横山誠
- ブルーレンジャー[22]-マシュー・ロレンソ―
- イエローレンジャー[23] - 横山和博
- アルファ5[17] - ドネニ・キストラー
- ラルゴ [17] - ジョン・シマントン
- ヤアラ [17] - ダニー・パーティー
- マリゴル [17] - マイケル・ディーク
- エルガー [17] - ダニー・ウェイン・スタルカップ
- ライゴグ[17]、ロード・ゼッド[17] - エド・ニール
- ピラナトロン[24] ：ジョニー・ヨング・ボッシュ
- ピラナトロン[25] ：スティーブ・カーデナス
- その他スタント - 帯金伸行、デヴィッド・ウォルド、他

## スタッフ
- 製作総指揮 - ハイム・サバン、シュキ・レヴィ
- 製作 - ジョナサン・ヅァクワー
- 監督 - デヴィッド・ウィニング、シュキ・レヴィ
- 脚本 - シュキ・レヴィ、シェル・ダニエルソン
- 音楽 - シュキ・レヴィ、ユーヴァル・ロン、イノン・ジュール、ジェレミー・スウィート、ケネス・バーゴマスター、デディ・ツール
- セカンドユニット監督
  - ロサンゼルスユニット - ジョナサン・ヅァクワー、坂本浩一、横山誠
  - 水中ユニット - アル・ギディングス
  - ハワイユニット - チップ・リン
- 撮影 - イアン・ローゼンバーグ、ショーン・マクリーン、ジェームズ・マザーズ、ウェイン・バーカー、R・スコット・ランソン、モッシュ・レビン
- スタント・コーディネーター - 坂本浩一（クレジット無し[26]）
- プロダクション・デザイナー - ユダ・アッコ
- キャスティング - ジュリー・アシュトン、ジャコヴ・ブレスラー
- パペット操演：ポール・ピストーレ
- ターボメガゾード合体シーン監督 - 佛田洋（クレジット無し[9]）
- 制作 - フォックス・ファミリー・フィルムズ[1]、サバン・エンターテイメント、東映
- 配給 - 20世紀フォックス

### 日本語版制作スタッフ
- 演出 - 鍛治谷功
- 翻訳 - 中村紀美子
- 調整 - 長井利親
- 制作担当 - 三木恵子
- 製作 - 遠藤雅義、古玉國彦
- 監修 - 鈴木武幸、髙寺成紀
- 配給 - 東映
- 制作 - ムービーテレビジョン、東映

## ノミネート歴
- 1998年ヤングアーティストアワードベストパフォーマンス賞長編映画部門：ブレイク・フォスター（ジャスティン役）[27]

## 音楽
本作品のサウンドトラックは1997年3月18日にポリグラム / ポリドール・レコードからCDとカセットテープで発売。『パワーレンジャー・ジオ』の音楽も一部収録されている。

### 挿入歌
「Let's Rock'N Roll」
作詞・作曲 - ジェレミー・スウィート/歌 - スーパー・パワー
「Invincible」
作詞・作曲 - ジェレミー・スウィート/歌 - スーパー・パワー
ターボメガゾードの戦闘シーンのBGMとして使用されている。テレビシリーズではレスキューメガゾードが合体するシーンのBGMとして使用されている。

### EDテーマ
「Shift Into Turbo」
作詞・作曲 - Fulflej マシュー・ネルソン/ 歌 - Fulflej
「Power Rangers Turbo Go」
作詞・作曲 - シュキ・レヴィ、クッサ・マーチ、シェリル・サバン/歌 - スーパー・パワー
テレビシリーズ主題歌のフルバージョン。ターボメガゾードの合体シーンのBGMとしても使用された。
「Hope For The World」
作詞・作曲 - ロン・ワッサーマン / 歌 - マイティ・ロー

## 映像ソフト化

### アメリカ合衆国
リリースはすべて20世紀フォックス ホーム エンターテイメント。
Turbo - A Power Rangers Movie（VHS）
1997年9月2日発売。
Mighty Morphin Power Rangers The Movie / Turbo - A Power Rangers Movie（DVD）
2001年3月13日発売。『パワーレンジャー 映画版』とのカップリング収録。
Turbo - A Power Rangers Movie（DVD）
2003年9月2日発売。

### 日本
リリースはすべて東映ビデオ。
パワーレンジャー・ターボ・映画版・誕生!ターボパワー（VHS、レンタルのみ。2ヵ国語収録。）
2000年2月11日レンタル開始。
映画 パワーレンジャーターボ 誕生!ターボパワー <吹替版>（DVD）
2017年6月14日発売。